# Елизабет Маги
Елизабет „Лизи“ Маги (на английски: Elizabeth Magie) е американска дизайнерка на игри, писателка и феминистка. Тя е създателката на настолната игра „Играта на домакина“ (The Landlord's Game), предшественик на днешната Монополи.

## Биография
Маги е родена на 9 май 1866 г. в Макоум, Илинойс. Баща ѝ Джеймс Маги е издател на вестник и аболиционист, който придружава Ейбрахам Линкълн при политическата му обиколка в Илинойс.
В началото на 80-те години на XIX век Маги работи като стенографка и се занимава с писане на разкази, поезия, актьорство и инженерство. През 1906 г. работи като репортерка.
Маги създава настолната игра „Играта на домакина“, за да илюстрира политическите си възгледи, базирани на теориите на Хенри Джордж. „Играта на домакина“ първоначално има две версии: антимонополистка (позната като „Просперити“), при която целта е създаването на продукти и съвместната работа с противниците, и монополистка (позната като „Монополи“), при която целта е индивидуално натрупване на богатство и банкрутиране на противниците. Нейното намерение е да демонстрира моралното превъзходство на сътрудничеството пред конкуренцията. На 5 януари 1904 г. Патентният офис на Съединените щати предоставя на Маги патент № 748,626 за тази игра.
През 1910 г. Маги се омъжва за Албърт Филипс и заедно се преместват да живеят на Източния бряг на САЩ. През 1924 г. те патентоват модифицирана версия на играта, получавайки патент № 1,509,312. Тъй като оригиналният патент изтича през 1921 г., това е възприето като опит да се възстанови контролът върху играта, която междувременно е станала популярна сред студентите.
През 1932 г. Паркър Брадърс, издателите на „Монополи“, закупуват патентите на Маги за 500 долара.
Приносът на Маги за създаването на „Монополи“ е открит случайно, когато през 1973 г. професорът по икономика Ралф Анспах започва продължителна правна битка с Паркър Брадърс по повод създадената от него игра „Анти Монополи“. По време на съдебния процес той открива патентите на Маги.